# إمرا (أسطورة)
إمرا (بالإنجليزية: Imra)‏ إلهٌ للخلقِ عندَ قبائلِ أفغانستان. وهو أحياناً إله السماء يعيش وسط السحب وبين الضباب وهو مسؤول - إلى جانب الإله الأعظم كافير Kafir عن الخلق الكوني، فهو الذي ثبَّت الشمس والقمر في السماء.
حيوانه المقدس هو الكبش الذي يضحي به قرباناً بشكل منتظمٍ، كما يضحى له أيضًا بالبقرة، وعلى أقل شيوعا، بالحصان. وهم يصورون الإله على هيئة بشرية. دُمِّرَ معبده الرئيسي في مدينة (كوشتكي) عام 1900، لكن له أضرحة صغيرة مازالت باقية ومتناثرة في المنطقة.
وهو عادة، معلِّم خيِّر زود الجنس البشري بالكثير من المنح والعطايا، من بينها القمح، وقطعان الماشية، والكلاب، والعجلات ومعدن الحديد. غير أنَّ هناك جانباً في طبيعته مدمر أيضًا فهو يسبب الفيضانات وغيرها من وسائل الخراب، والدمار والفوضى.